# Tour du Limousin 2010
La 43e édition du Tour du Limousin s'est déroulée du 17 au 20 août 2010. L'épreuve classée dans l'UCI Europe Tour 2010 en catégorie 2.1 a vu la victoire du Suédois Gustav Larsson (Team Saxo Bank), vainqueur du contre-la-montre de la deuxième étape.

## La course
La première étape se conclut par un sprint massif et voit la victoire du Français Jérémie Galland.
La seconde étape contre-la-montre à Saint-Amand-Montrond est remportée par le Suédois Gustav Larsson qui s'empare, du même coup, du maillot de leader.
La troisième étape est remportée en force par Alexandre Botcharov. Gustav Larsson conserve son maillot de leader malgré une tentative de Sylvain Chavanel dans les derniers kilomètres.
La dernière étape voit la victoire à Limoges de l'Italien Davide Appollonio, sorti dans le dernier kilomètre. Larsson remporte le classement général.

## Classements des étapes
| Étape     | Date    | Villes étapes                               | km          | Vainqueur d'étape   | Équipe            | Leader du classement général | Équipe         |
| 1re étape | 17 août | Limoges - Boussac                           | 193 km      | Jérémie Galland     | Saur-Sojasun      | Jérémie Galland              | Saur-Sojasun   |
| 2e étape  | 18 août | Saint-Amand-Montrond - Saint-Amand-Montrond | 45 km (clm) | Gustav Larsson      | Team Saxo Bank    | Gustav Larsson               | Team Saxo Bank |
| 3e étape  | 19 août | Uzerche - Mansac                            | 192 km      | Alexandre Botcharov | Team Katusha      | Gustav Larsson               | Team Saxo Bank |
| 4e étape  | 20 août | Ambazac - Limoges                           | 181 km      | Davide Appollonio   | Cervélo Test Team | Gustav Larsson               | Team Saxo Bank |

## Classement final
|     | Coureur             | Équipe                |    | Temps      |
| --- | ------------------- | --------------------- | -- | ---------- |
| 1.  | Gustav Larsson      | Team Saxo Bank        | en | h min s    |
| 2.  | Sebastian Langeveld | Rabobank              | +  | 20 s       |
| 3.  | Nicolas Vogondy     | BBox Bouygues Telecom |    | 43 s       |
| 4.  | Michael Mørkøv      | Team Saxo Bank        |    | 1 min 30 s |
| 5.  | Christophe Moreau   | Caisse d'Épargne      |    | 1 min 31 s |
| 6.  | Thomas Lövkvist     | Team Sky              |    | 1 min 44 s |
| 7.  | Sylvain Chavanel    | Quick Step            |    | 1 min 45 s |
| 8.  | José Joaquín Rojas  | Caisse d'Épargne      |    | 1 min 45 s |
| 9.  | Dario Cioni         | Team Sky              |    | 1 min 50 s |
| 10. | Dmitriy Fofonov     | Astana                |    | 2 min 18 s |